# Charming Horses
Charming Horses (bürgerlich Michael Müller), auch bekannt als M. Miller, ist ein deutscher Deep-House-DJ und Musikproduzent aus Köln. Er wurde als Teil des DJ-Duos Bodybangers bekannt. Des Weiteren nutzt er für Musikproduktionen das Pseudonym Michael Mirell.

## Karriere
Müller begann im Jahr 2000 mit der Musikproduktion, er veröffentlichte House-Lieder als M. Miller und Remixe als Miller. Gemeinsam mit Jens Gimborn betreibt er ein 2003 gegründetes Musiklabel, das heute (Stand 2013) unter dem Namen Scream & Shout Recordings firmiert. Außerdem führen sie die Booking- und Managementagentur Hype Artists. Im Jahr 2007 gründete er zusammen mit Andreas Hinz das Projekt Bodybangers, mit welchem er seitdem im deutschsprachigen Raum Erfolge verzeichnet. Im Jahr 2014 begann er, als Charming Horses wieder solo Titel zu veröffentlichen. Unter anderem trat er seitdem als Vorband für Felix Jaehn, Lost Frequencies und Don Diabolo auf. An den Liedern von Charming Horses ist außerdem Andrew Lennix alias Raw Shape beteiligt, mit welchem er schon früher zusammenarbeitete.
Charming Horses trat auf diversen Musikfestivals auf, unter anderem beim Parookaville 2017.

## Diskografie

### Als M. Miller
- 2000: Dancing
- 2001: Brazil 2 Cologne EP
- 2002: Black Gold EP
- 2003: White Sand EP
- 2003: Come Together (mit Jim Connor)
- 2004: Follow Me
- 2005: Forward EP

### Als Charming Horses
EPs
- 2019: Charmatic Future (mit Menno)

Singles
- 2014: Follow (feat. Jona Bird)
- 2015: Believe
- 2015: You and I (feat. Emma Carn)
- 2015: One Step Ahead (feat. Jona Bird)
- 2015/2018: Sonnenmädchen (mit LIZOT feat. Jason Anousheh)
- 2016: Killing Me Softly with His Song (feat. Jano)
- 2016: Higher Love (feat. Grace Grundy)
- 2016: You Plus Me / Tough Love (feat. James Ford)
- 2016: Say So (feat. Abaz)
- 2017: You Get What You Give (feat. Grace Grundy)
- 2017: Railway Romance
- 2017: Freak On (feat. Karlyn)
- 2018: Find You (feat. MPH)
- 2018: How Will I Know (feat. Jano)
- 2018: Kill the Lights (mit Alice France)
- 2018: I Got This (feat. Jojee)
- 2018: Peppermint
- 2018: King of My Castle
- 2019: Waking Up Alive (mit LIZOT)
- 2019: Make Me Go Crazy (mit Twan Ray)
- 2019: Hungover You (mit LIZOT)
- 2019: Bad Look (mit Bymia)
- 2019: Back
- 2019: Not with Me (mit LIZOT feat. David Taylor)
- 2020: Ain’t That Just The Way (mit Lutricia McNeal)[5]
- 2020: Good Life (feat. LT)[6]

Remixe
- 2014: Francesco Rossi feat. Ozark Henry – Godspeed You (Charming Horses Remix)
- 2015: Beth – Don’t You Worry Child (Charming Horses Remix)
- 2016: Dannic feat. Aïrto – Light the Sky (Charming Horses Remix)
- 2016: Robert Redweik – Warum nicht (Charming Horses Remix)
- 2017: Jam feat. Solamay – Invaded (Charming Horses Remix)
- 2017: Seinabo Sey – Still (Charming Horses Remix)
- 2017: Clean Bandit feat. Zara Larsson – Symphony (Charming Horses Remix)
- 2018: Carrousel – Itinérant (Charming Horses Remix)
- 2018: Niiko & SWAE feat. Alicia Madison – Flavor (Charming Horses Remix)
- 2018: DOM FORD feat. Lexi Shanley – Whatever I Want (Charming Horses Remix)
- 2019: Mark F. Angelo – Sing (Charming Horses Remix)
- 2019: Antonia feat. Erik Frank – Mátame (Charming Horses Remix)